# Poroznost
Poroznost (prema pora; kasnolat. porus < grč. πόρος: prolaz) je šupljikavost čvrstih tijela. Porozna tijela mogu, u načelu, kroz sitne otvore propuštati plinove, tekućine i čvrste tvari.
Fizikalna veličina (oznaka φ) koja opisuje šupljikavost tijela, omjer obujma (volumena) šupljina VV i obujma fizikalnog tijela VT, definira se prema formuli:
{\displaystyle \phi ={\frac {V_{\mathrm {V} }}{V_{\mathrm {T} }}}}
Poroznost kao fizikalna veličina nema mjernu jedinicu, odn. izražava se kao omjer ili postotak praznog prostora prisutnoga u fizikalnom tijelu.